# پنتاکس *ایست دی‌ال
پنتاکس *ایست دی‌ال (به انگلیسی: Pentax *ist DL) یک دوربین عکاسی تک‌لنزی بازتابی ساخت شرکت پنتاکس است که در سال ۲۰۰۵ میلادی عرضه شد.

## پنتاکس *ایست دی‌ال۲
مدل پنتاکس *ایست دی‌ال۲ که در سال ۲۰۰۶ معرفی شد، تغییرات اندکی نسبت به مدل اصلی داشته است.